# Långhornad kofisk
Långhornad kofisk (Lactoria cornuta) är en art i familjen koffertfiskar som kännetecknas av sina två horn som sticker från huvudet, som hos en tjur. Den långhornade kofisken kan bli upp till 46 cm lång, gällande föda äter den olika ryggradslösa djur.
Utbredningsområdet sträcker sig från östra Afrika och Röda havet till södra Japan, Tuamotuöarna, Marquesasöarna och Lord Howeön. Arten vistas i havet och i bräckt vatten. Den dyker vanligen till ett djup av 50 meter och den når ibland 100 meters djup. Långhornad kofisk hittas vanligen nära korallrev och klippor eller i vikar. Unga exemplar bildar grupper och vuxna individer lever främst ensam.